# All Media Guide
All Media Guide (AMG) var ett amerikanskt företag som startades 1991 i Big Rapids, Michigan, USA. AMG drev webbplatserna Allmusic, Allmovie och Allgame som är databaser över musik, filmer respektive spel.